# Crassothonna
 Crassothonna  B.Nord., 2012  è un genere di piante angiosperme dicotiledoni della famiglia delle Asteraceae (sottofamiglia Asteroideae).

## Etimologia
L'etimologia del nome del genere deriva da due parole della lingua greca antica: la prima parte (crass) fa riferimento alla carnosità delle foglie; la seconda parte (othonna) si riferisce alla copertura lanuginosa tipica di queste piante.
Il nome scientifico del genere è stato definito dal botanico Rune Bertil Nordenstam (1936-) nella pubblicazione " Compositae Newsletter. Stockholm" ( Compositae Newslett. 50: 71) del 2012.

## Descrizione

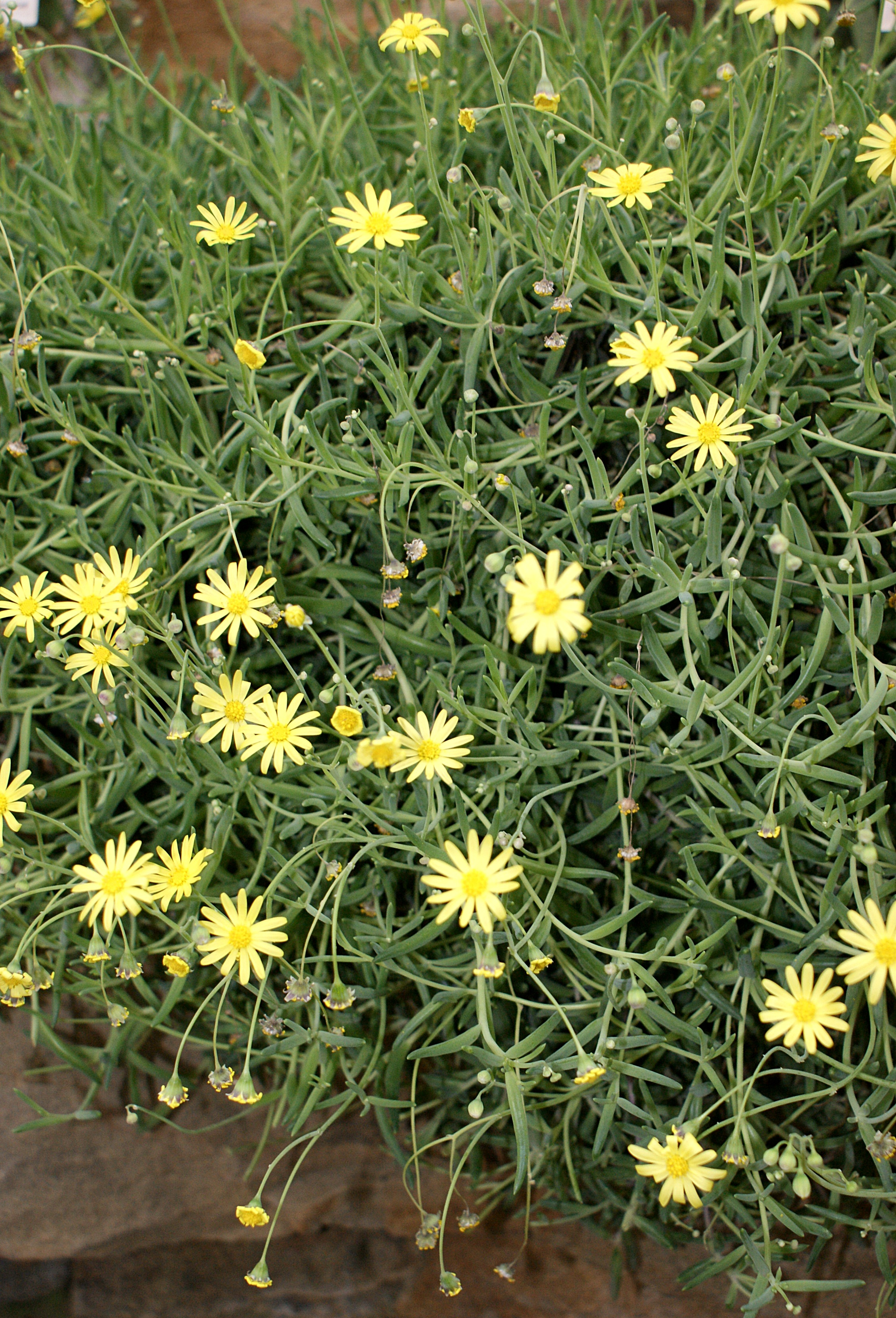
Il portamento
Crassothonna capensis

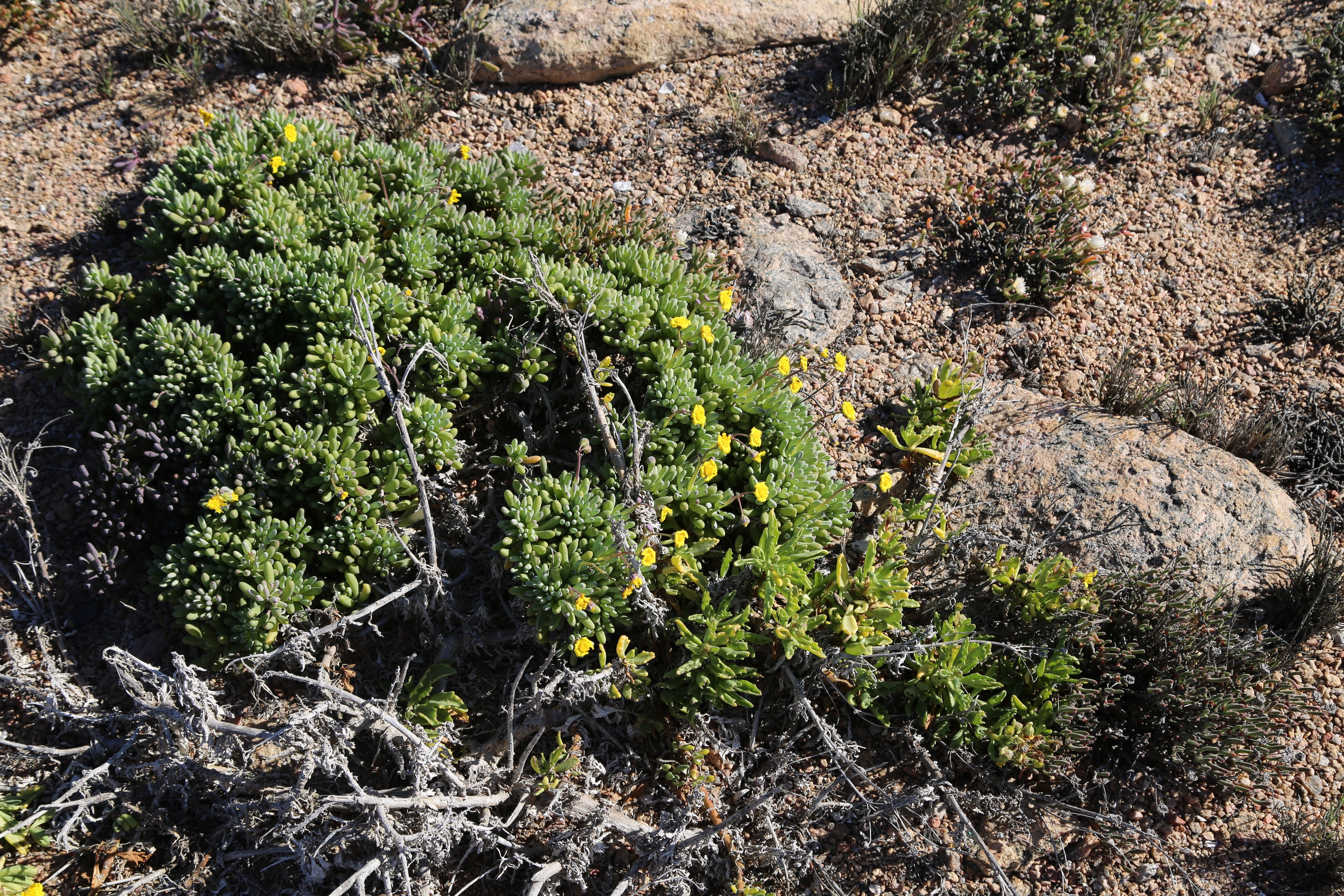
Le foglie
Crassothonna cylindrica

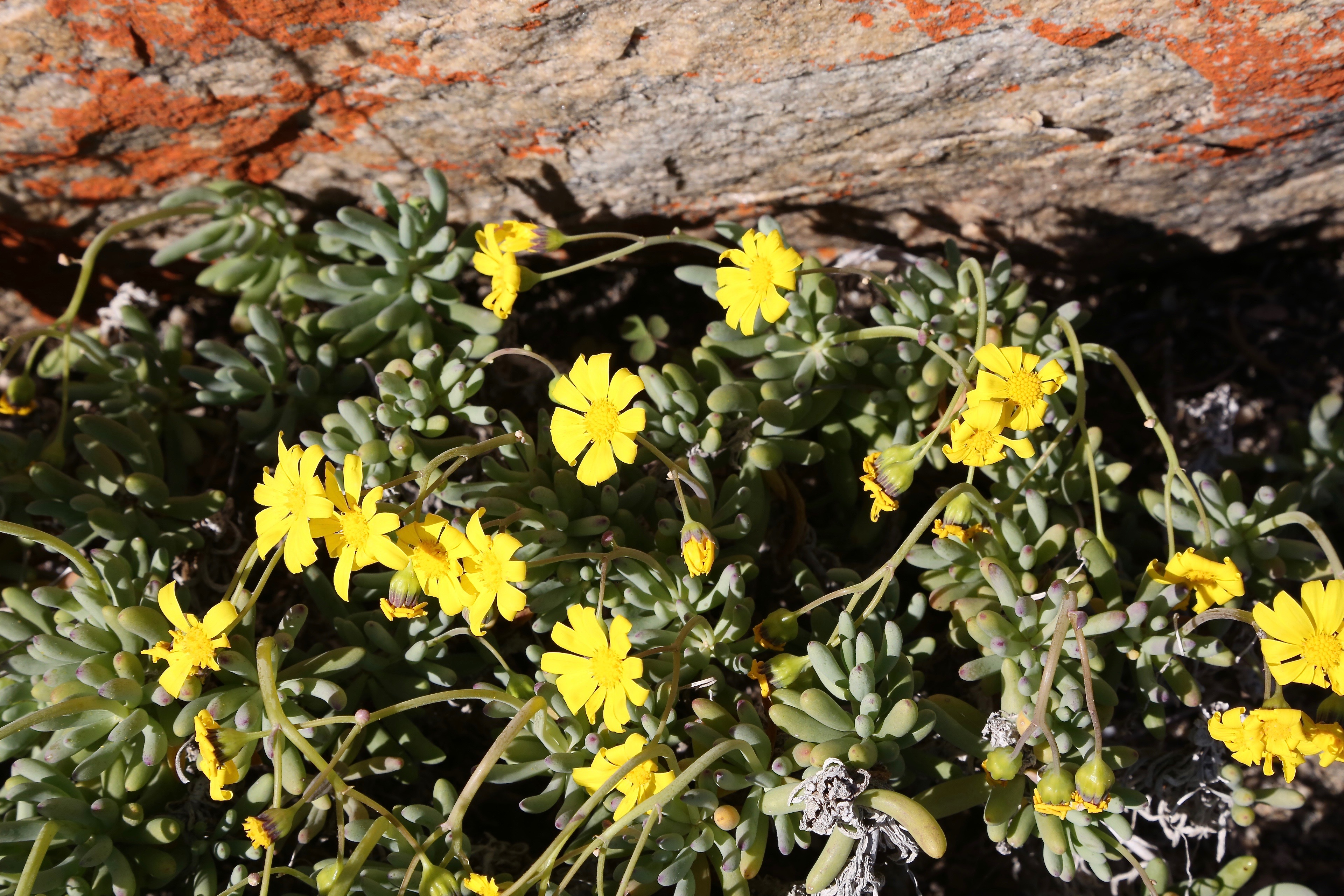
Infiorescenza
Crassothonna cylindrica

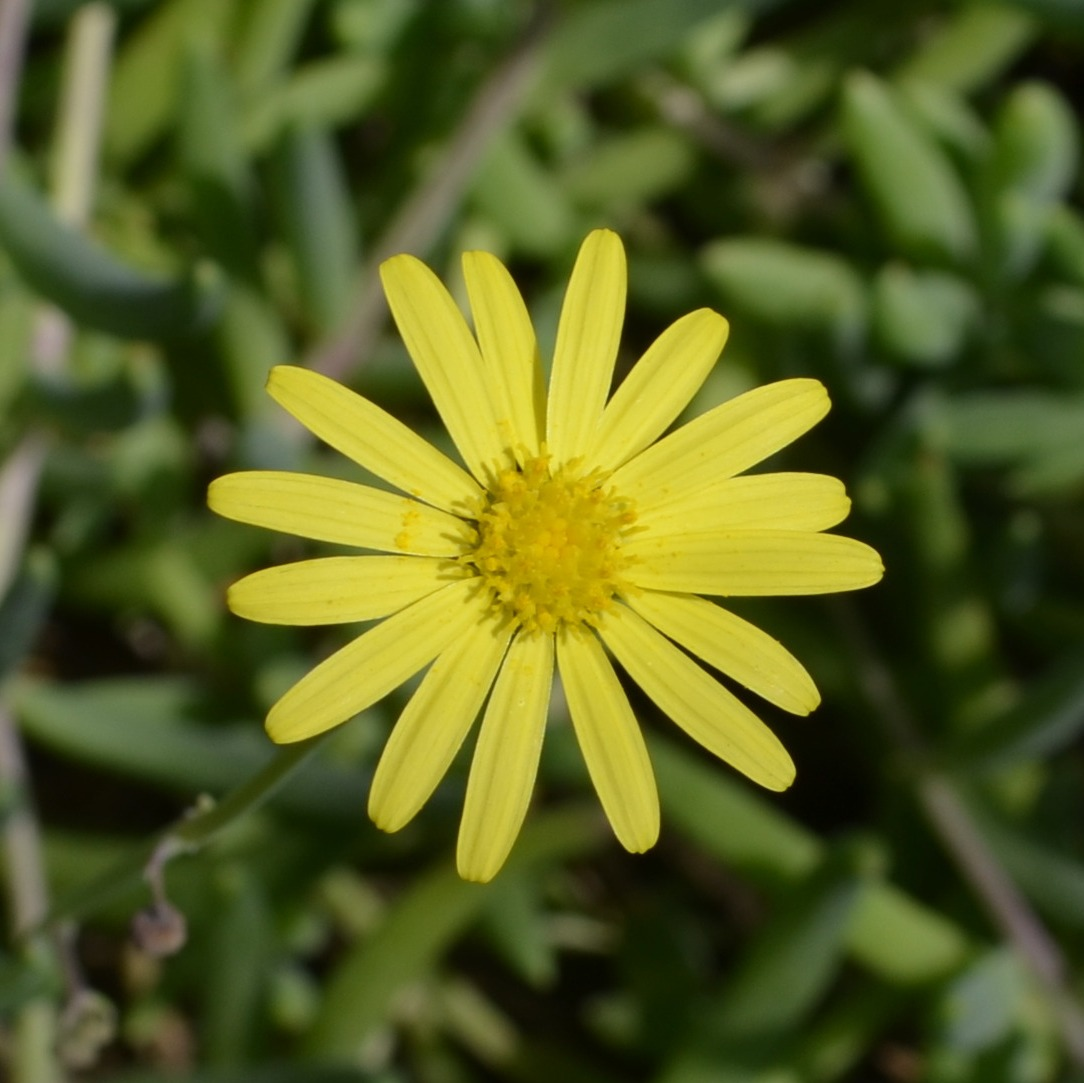
I fiori
Crassothonna capensis

Habitus. Il genere comprende piante erbacee a ciclo biologico perenne; sono presenti portamenti arbustivi. Le piante in genere sono glabre. L'altezza di queste piante varia da pochi centimetri fino a circa mezzo metro.
Fusto. I fusti sono affusolati (sottili o spessi), a volte carnosi; la ramosità varia da poca a molta.
Foglie. Le foglie lungo il caule sono disposte in modo alternato. Sono sessili (o brevemente picciolate) con lamine intere e con forme da subaffusolate o ovoidali a fusiformi e apici arrotondati o ottusi e a volte mucronati. Sono molto succulente e colorate di verde o glauco; possono essere pruinose
Infiorescenza. Le sinflorescenze sono composte da più capolini (ma anche uno solo). Le infiorescenze vere e proprie sono formate da un capolino terminale peduncolato di tipo disciforme o radiato e eterogamo. In particolare i capolini sono degli involucri molli a forma campanulata composti da diverse brattee disposte in modo più o meno embricato su una serie, al cui interno un ricettacolo fa da base ai fiori di due tipi (fiori dimorfici): quelli esterni del raggio ligulati (o filiformi) e quelli più interni del disco tubulosi. Le brattee, da 5 a 8, sono minute di tipo erbaceo e con margini membranosi; alla base sono un poco connate. Il ricettacolo in genere è nudo (senza pagliette), glabro, convesso e minutamente alveolato.
Fiori.  I fiori sono tetra-ciclici (formati cioè da 4 verticilli: calice – corolla – androceo – gineceo) e pentameri (calice e corolla formati da 5 elementi). Sono inoltre ermafroditi, più precisamente i fiori del raggio (quelli ligulati e zigomorfi) sono femminili e fertili; mentre quelli del disco centrale (tubulosi e actinomorfi) sono bisessuali (ermafroditi) ma più spesso sono sterili e funzionalmente maschili.
- Formula fiorale:

*/x K {\displaystyle \infty }, [C (5), A (5)], G 2 (infero), achenio
- Calice: i sepali del calice sono ridotti ad una coroncina di squame.
- Corolla: nella parte inferiore i petali della corolla sono saldati insieme e formano un tubo. In particolare la corolla dei fiori del disco centrale (tubulosi) è tubo campanulato terminante con delle fauci dilatate a raggiera con cinque lobi. La corolla dei fiori periferici o del raggio (ligulati) il tubo (corto e cilindrico) si trasforma in un nastro terminante più o meno con cinque dentelli (a volte il tubo è privo della lingua); il colore è giallo o bianco.
- Androceo: gli stami sono 5 con dei filamenti liberi; le antere invece sono saldate fra di loro e formano un manicotto che circonda lo stilo (sono inoltre prive di appendici filiformi). Le antere normalmente sono senza coda ("ecaudate") e sono tetrasporangiate, raramente sono bisporangiate. Il tessuto endoteciale è radiale. Il polline è tricolporato (tipo "helianthoid").[12]
- Gineceo: lo stilo dei fiori periferici è biforcato (raramente unico) con due stigmi nella parte apicale; gli stigmi hanno delle aree stigmatiche separate, sono troncati (ottusi) e hanno dei corti peli apicali. Lo stilo dei fiori centrali è indiviso con apice conico (ma quelli del disco più esterni possono avere uno stilo simile ai fiori bisessuali). L'ovario è infero uniloculare formato da 2 carpelli.

Frutti. I frutti sono degli acheni con pappo. La forma dell'achenio è fusiforme-oblungo-obovoide con venature (o nervature) longitudinali; la superficie è glabra o appena pubescente e ricoperta da un denso tomento bianco-argenteo. Gli acheni dei fiori centrali sono in genere abortiti. Il carpoforo è indistinto o distinto e ha la forma di un anello apicale. Il pappo, persistente o caduco, è bianco e formato da una più serie di setole barbate. Dimensione dell'achenio: larghezza 1 – 3 mm; lunghezza 2  – 5 mm.

## Biologia
Impollinazione: l'impollinazione avviene tramite insetti (impollinazione entomogama tramite farfalle diurne e notturne).
Riproduzione: la fecondazione avviene fondamentalmente tramite l'impollinazione dei fiori (vedi sopra).
Dispersione: i semi (gli acheni) cadendo a terra sono successivamente dispersi soprattutto da insetti tipo formiche (disseminazione mirmecoria). In questo tipo di piante avviene anche un altro tipo di dispersione: zoocoria. Infatti gli uncini delle brattee dell'involucro (se presenti) si agganciano ai peli degli animali di passaggio disperdendo così anche su lunghe distanze i semi della pianta. Inoltre per merito del pappo il vento può trasportare i semi anche a distanza di alcuni chilometri (disseminazione anemocora).

## Distribuzione e habitat
Africa del sud (Lesotho, Namibia e Sudafrica).

## Tassonomia
La famiglia di appartenenza di questa voce (Asteraceae o Compositae, nomen conservandum) probabilmente originaria del Sud America, è la più numerosa del mondo vegetale, comprende oltre 23.000 specie distribuite su 1.535 generi, oppure 22.750 specie e 1.530 generi secondo altre fonti (una delle checklist più aggiornata elenca fino a 1.679 generi). La famiglia attualmente (2021) è divisa in 16 sottofamiglie; la sottofamiglia Asteroideae è una di queste e rappresenta l'evoluzione più recente di tutta la famiglia.

### Filogenesi
Il genere di questa voce appartiene alla sottotribù Othonninae della tribù Senecioneae (una delle 21 tribù della sottofamiglia Asteroideae). In base ai dati filogenetici la sottotribù, all'interno della tribù, occupa una posizione più o meno centrale e insieme alla sottotribù Senecioninae forma un "gruppo fratello".
I seguenti caratteri sono distintivi per la sottotribù:
- l'areale di origine della maggior parte delle specie è africana ("Sub-Saharan Africa");
- la forma e la disposizione delle brattee dell'involucro è varia;
- questo gruppo inoltre mostra notevoli variazioni in alcuni caratteri morfologici, come la forma e la disposizione delle foglie, l'indumento, il tipo di infiorescenza e il colore dei fiori.

La struttura principale della sottotribù è formata da una politomia di tre subcladi: (1) Gymnodiscus e Crassothonna, (2) Euryops, (3) Othonna, Hertia e Lopholaena. Il genere di questa voce da poco è stato segregato dall'ampio e polifiletico genere Othonna in quanto le sue specie, dalle analisi molecolari, risultano più vicine a quelle del genere Gymnodiscus che a Othonna. Nella filogenesi della sottotribù Crassothonna e Gymnodiscus formano un "gruppo fratello".
I caratteri distintivi per le specie del genere  Crassothonna sono:
- il portamento delle specie del genere è erbaceo perenne e arbustivo;
- le foglie sono affusolate e carnose/succulenti, sono lunghe ma di spessore uniforme o brevi simili all'uva.

Il numero cromosomico della specie è: 2n = 20 (specie diploidi; solamente C. rechingeri con 2n = 60 risulta esaploide).

### Elenco delle specie
Questo genere ha 14 specie:
- Crassothonna agaatbergensis Swanepoel
- Crassothonna alba  (Compton) B.Nord.
- Crassothonna cacalioides  (L.f.) B.Nord.
- Crassothonna capensis  (L.H.Bailey) B.Nord.
- Crassothonna clavifolia  (Marloth) B.Nord.
- Crassothonna cylindrica  (Lam.) B.Nord.
- Crassothonna discoidea  (Oliv.) B.Nord.
- Crassothonna floribunda  (Schltr.) B.Nord.
- Crassothonna opima  (Merxm.) B.Nord.
- Crassothonna patula  (Schltr.) B.Nord.
- Crassothonna protecta  (Dinter) B.Nord.
- Crassothonna rechingeri  (B.Nord.) B.Nord.
- Crassothonna sedifolia  (DC.) B.Nord.
- Crassothonna sparsiflora  (S.Moore) B.Nord.